# Dacus murphyi
Dacus murphyi är en tvåvingeart som beskrevs av White 1998. Dacus murphyi ingår i släktet Dacus och familjen borrflugor. Inga underarter finns listade i Catalogue of Life.